# Tramlijn 8 (Amsterdam)

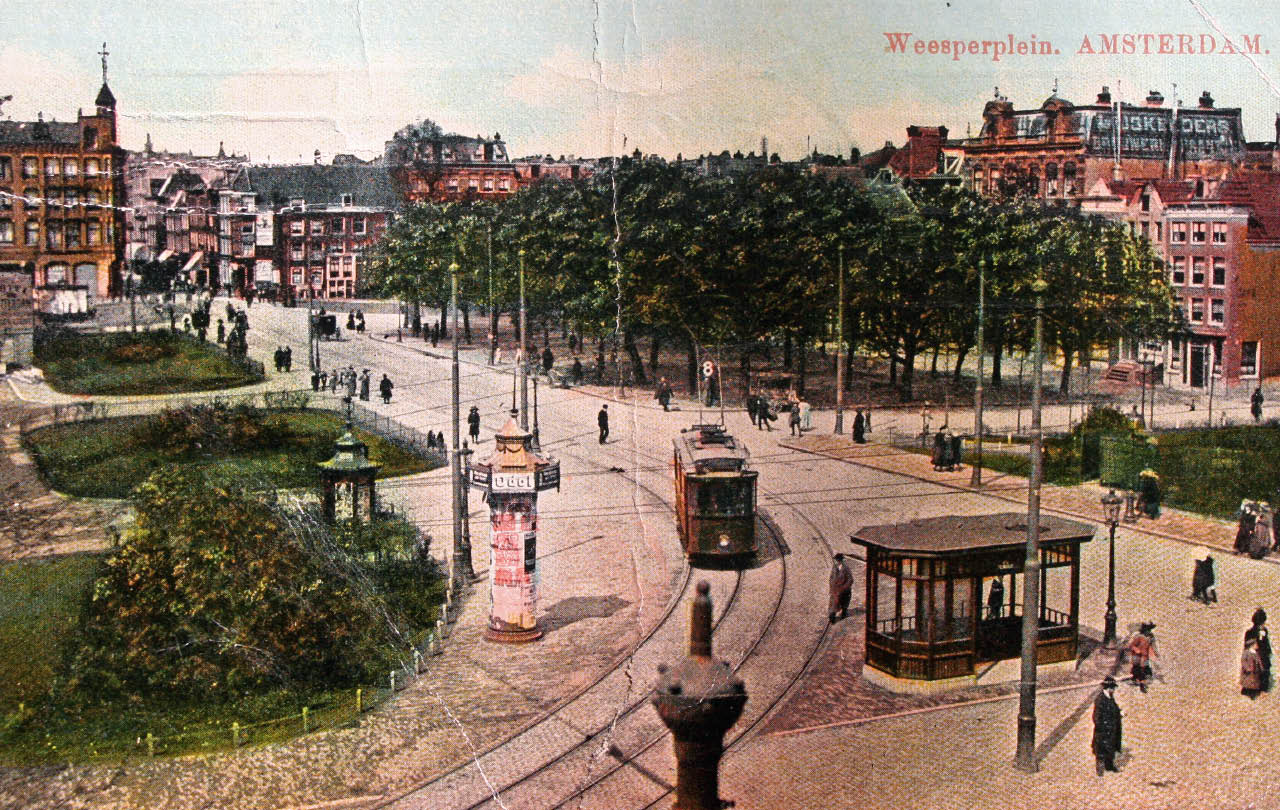
Weesperplein met tramlijn 8; circa 1905.

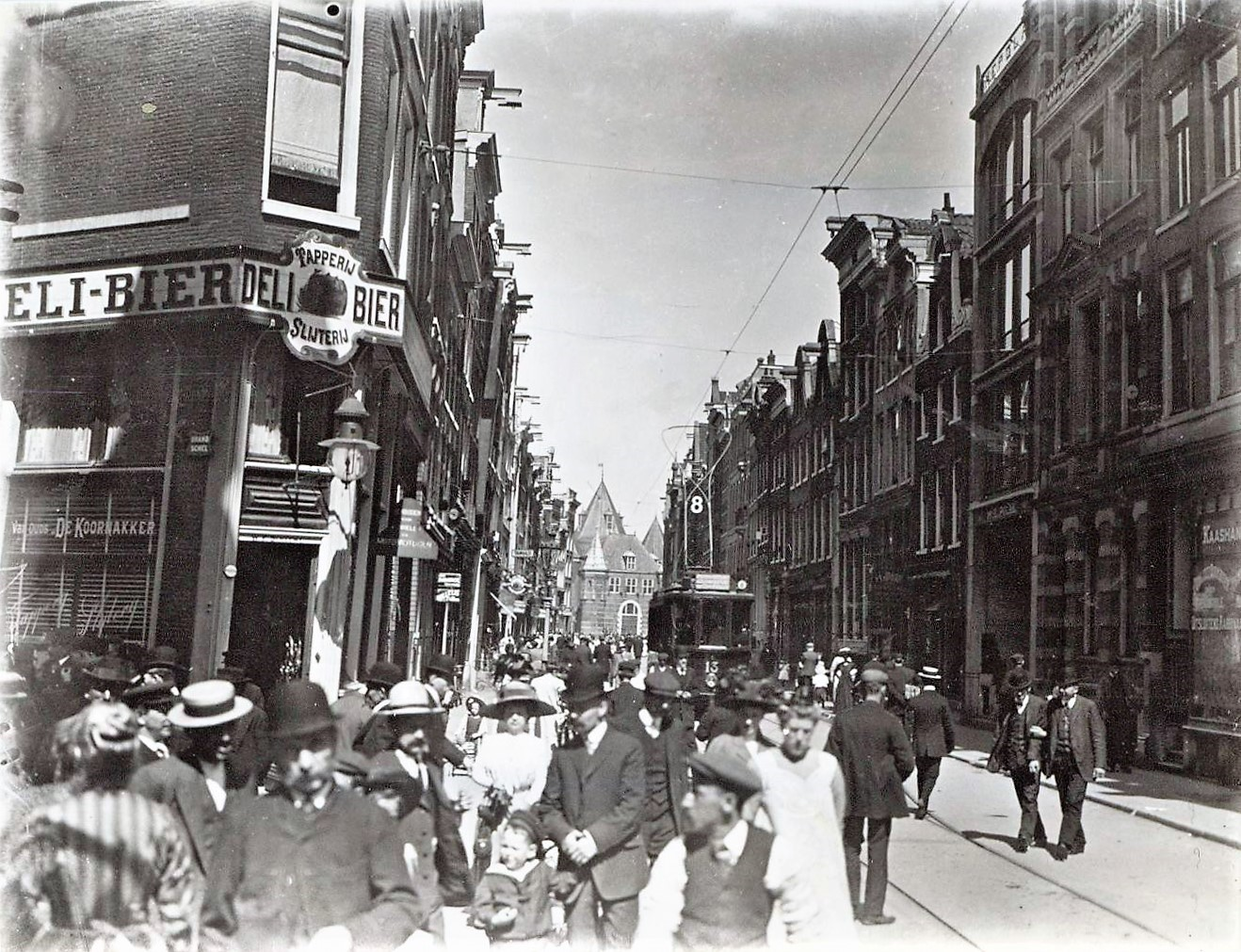
Motorwagen 13 op tramlijn 8 in de Sint Antoniesbreestraat; 1919.

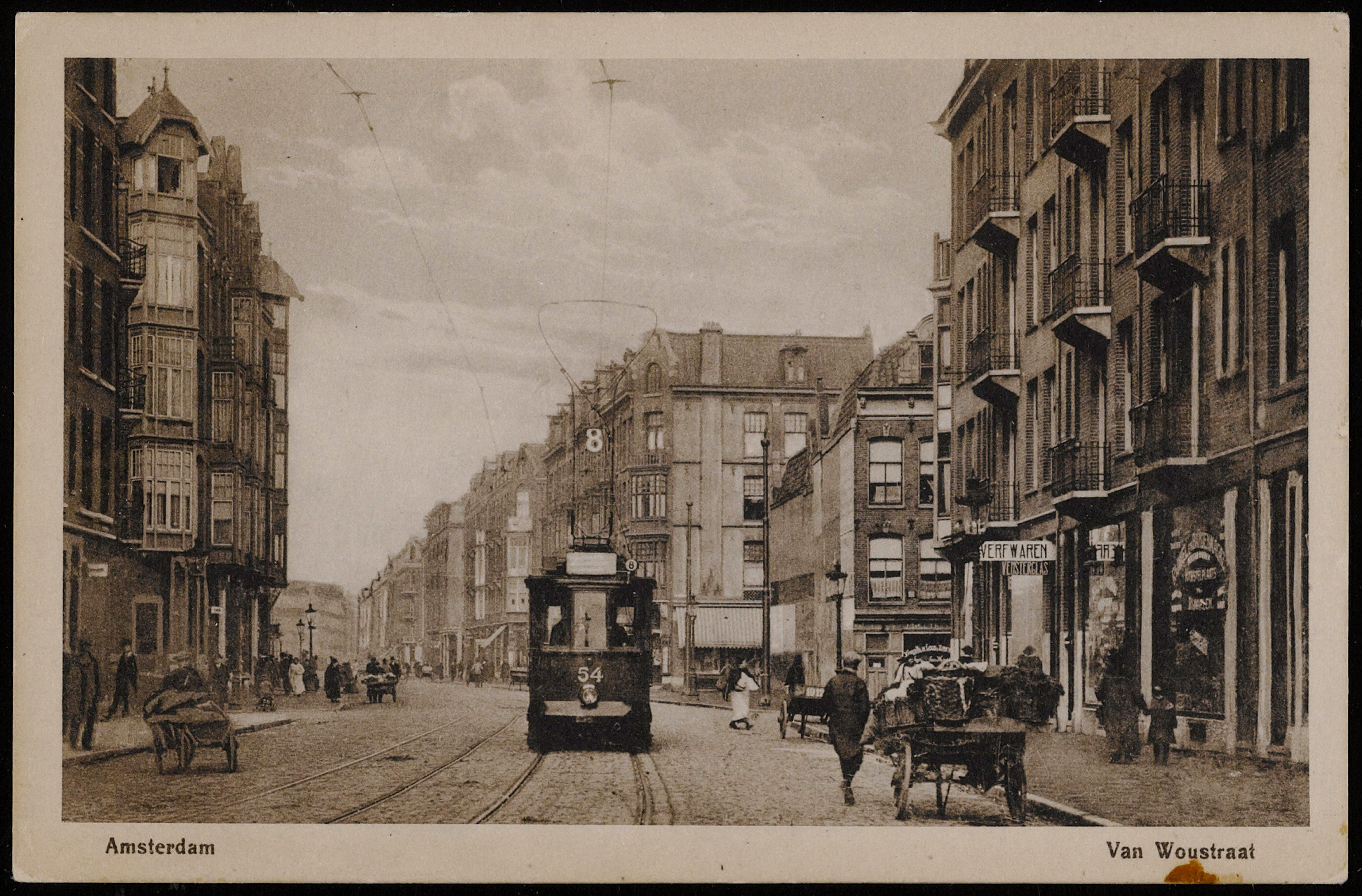
Motorwagen 54 op tramlijn 8 in de Van Woustraat gezien richting Ceintuurbaan; circa 1910.

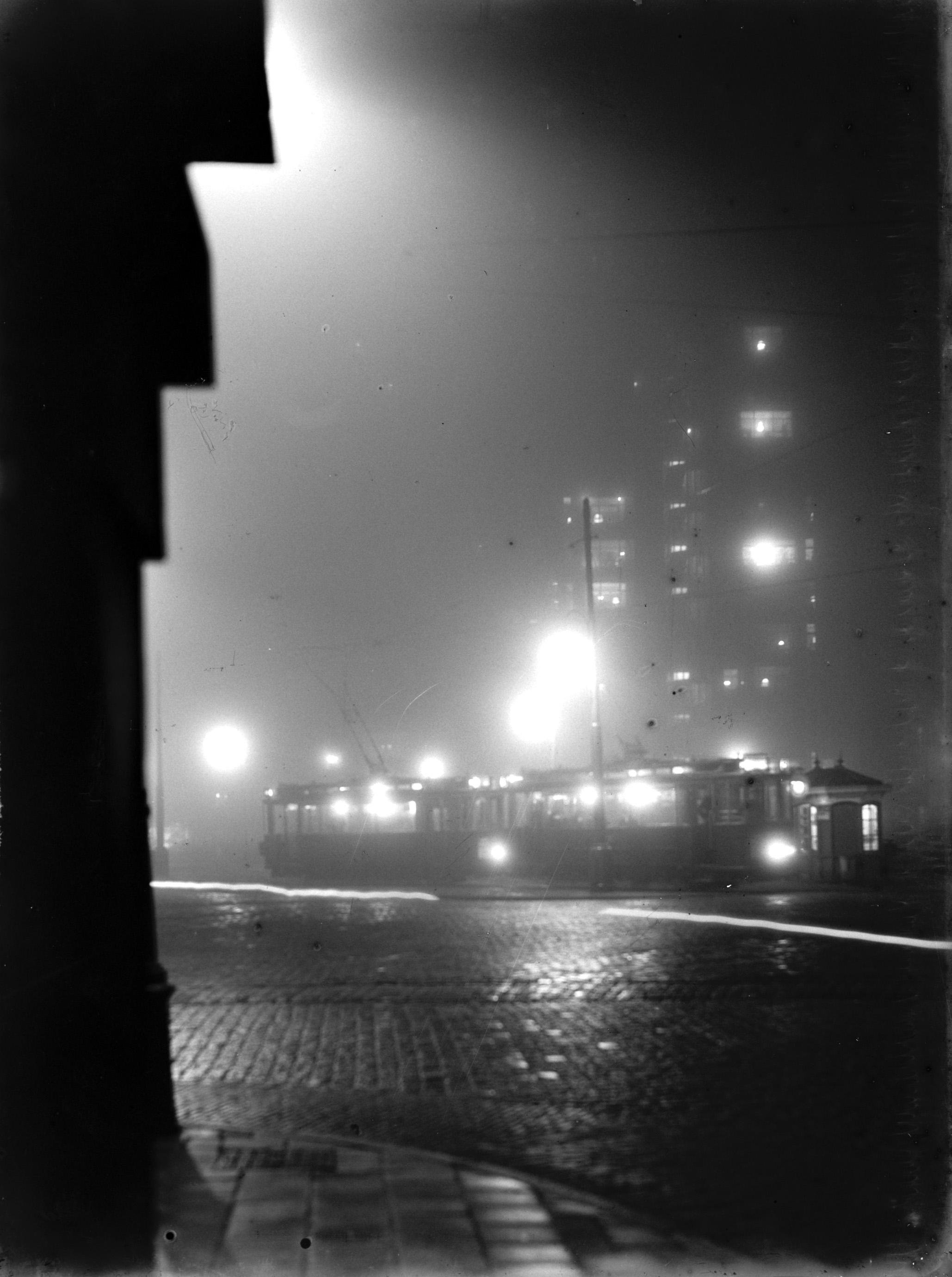
Eindpunt Daniël Willinkplein 1935

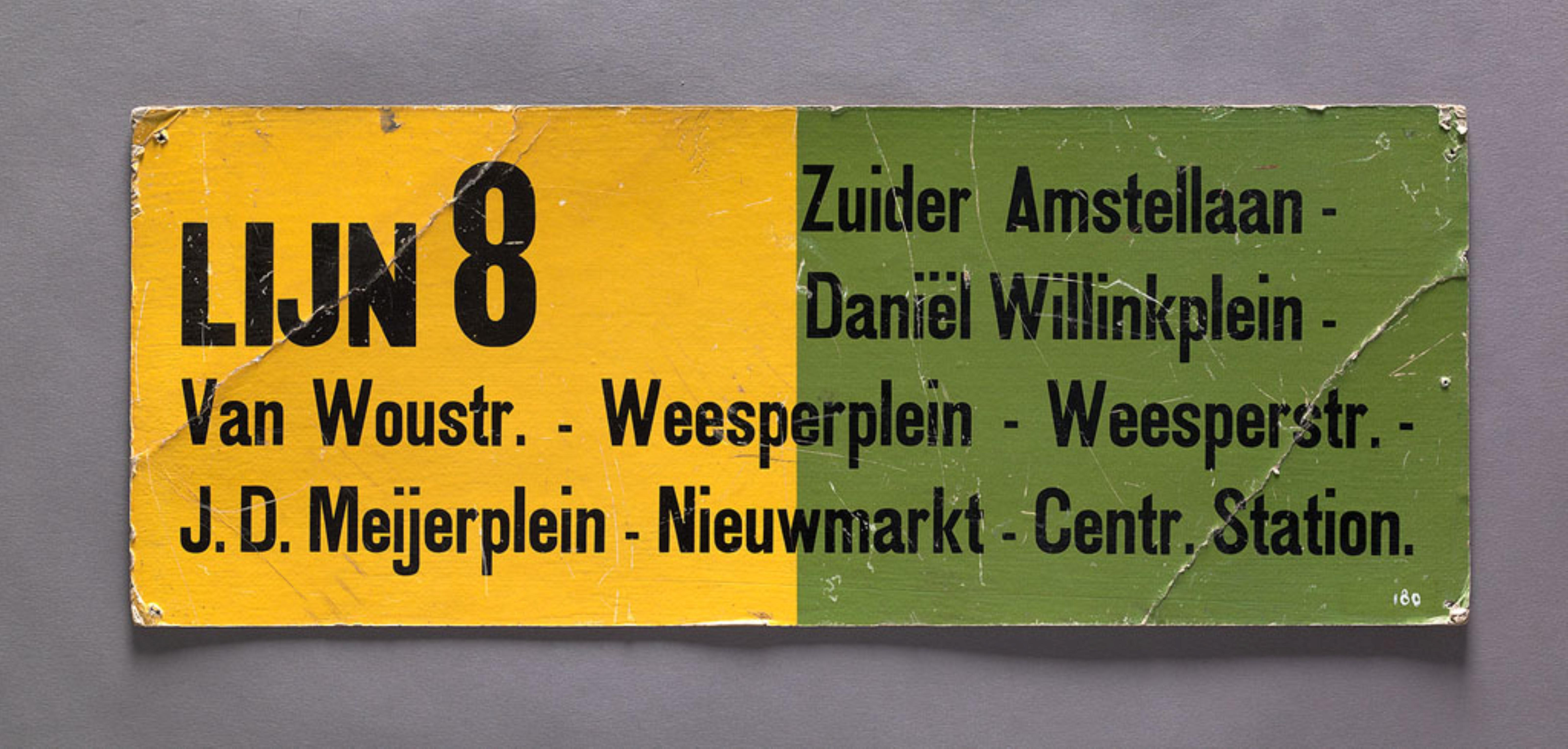
Historisch trambordje uit de collectie van het Amsterdam Museum. Dit geeft de route weer uit de periode 1936-1942.

 Tramlijn 8 is een voormalige tramlijn in Amsterdam tussen 1905 en 1942.

## Beknopte geschiedenis

### 1905-1943
Tramlijn 8 werd ingesteld op 1 april 1905 en had toen de route: Centraal Station – Nieuwmarkt – Waterlooplein – Weesperstraat – Sarphatistraat – Weesperzijde. Het was echter geen nieuwe lijn maar de vernummerde lijn 7 die al sinds 16 juni 1904 reed.
Op 1 mei 1908 werd de lijn verlegd via de Ceintuurbaanbrug en Van Woustraat tot de Tolstraat. Op 13 december 1923 werd lijn 8 verlengd naar de Rijnstraat.
Van 22 oktober tot 21 december 1925 werd lijn 8, net als lijn 4, gesplitst in lijn 8A via Rijnstraat, Van Woustraat en Amsteldijk en 8W via Amsteldijk/Van Woustraat, Rijnstraat en Trompenburgerstraat. Op 21 december 1925 kreeg de lijn zijn eindpunt in de Lekstraat.
Op 13 juni 1929 kreeg lijn 8 het nieuwe eindpunt met keerlus op het Daniël Willinkplein (nu: Victorieplein).
Op 1 juli 1936 werd lijn 8 via de Zuider Amstellaan (nu: Rooseveltlaan) verlengd naar het Westerscheldeplein (nu: Europaplein).

### Opheffing
Wegens personeelsschaarste moesten in 1942 de tramdiensten worden ingekrompen. In dat jaar werden de lijnen 4, 6 en 14 tijdelijk opgeheven. Op 9 juli 1942 werd ook lijn 8 opgeheven, naar later bleek voorgoed.
Bij lijn 8 speelde ook mee dat deze lijn van oudsher de overwegend Joodse wijken van Amsterdam met elkaar verbond. Met het verbod per 30 juni 1942 voor de Joden om van de tram gebruik te mogen maken verloor deze lijn een groot aantal van zijn reizigers, een extra reden tot opheffing.
Ten onrechte wordt het niet meer bestaan van de Amsterdamse tramlijn 8 gelinkt aan de deportatie van de Amsterdamse Joden. Voor het transport van Joden uit de Amsterdamse wijken naar de Hollandsche Schouwburg en het Muiderpoortstation werden Amsterdamse trams afkomstig van diverse, ook nog bestaande, lijnen gebruikt. Deze werden na sperrtijd ingezet voor de Jodentransporten en juist niet die van de niet meer bestaande lijn 8.
Na de opheffing heeft er van 15 mei tot 7 juli 1943 ter compensatie van de opgeheven lijn 8 een spitsuurlijn 5A bestaan die reed van het Westerscheldeplein en de Zuider Amstellaan en verder via de route van lijn 5 naar het Centraal Station.

### Na de oorlog
Lijn 8 keerde, net als de lijnen 14 en 22, na de oorlog niet terug als tramlijn, dit vanwege verandering van de vervoersstromen en gebrek aan rijvaardig trammaterieel (tramlijn 14 zou uiteindelijk in 1982 terugkeren).
Op de vroegere route van lijn 8 (ook door de vroegere Jodenbuurt), reden na de oorlog andere tramlijnen, zoals de lijnen 26 en 11 via de Nieuwmarkt (tot 1955) en sinds 1952 lijn 5 via de Weesperstraat (tot 1961). De vroegere route van lijn 8 door de Rivierenbuurt wordt sinds 1948 (tot heden) bereden door lijn 4.
In de jaren vijftig en zestig werden alle lijnnummers van opgeheven tramlijnen gebruikt voor buslijnen. Zo was er van 1967 tot 1990 een buslijn 8 (de vroegere buslijn D) die reed van het Muiderpoortstation via het Amstelstation naar Buitenveldert v.v.).
Toen in 1997 de Circletramlijn voor toeristen werd ingesteld was hiervoor aanvankelijk het vacante lijnnummer 8 voorzien. De acht stond voor ringlijn en oneindig en bij een perspresentatie over de nieuwe lijn in 1996 werd zelfs een rit onder dit lijnnummer gehouden. Vanwege de herinnering aan de oorlog en de deportatie van de Joden kwam er ruim vier decennia later protest tegen het weer gebruiken van dit lijnnummer. De Circletramlijn werd toen getooid met het lijnnummer 20.